# Trogenhorn
Trogenhorn är en bergstopp i Schweiz.   Den ligger i distriktet Thun och kantonen Bern, i den centrala delen av landet, 40 km sydost om huvudstaden Bern. Toppen på Trogenhorn är 1 972 meter över havet, eller 117 meter över den omgivande terrängen. Bredden vid basen är 0,61 km.
Terrängen runt Trogenhorn är bergig åt sydost, men åt nordväst är den kuperad. Runt Trogenhorn är det ganska glesbefolkat, med 29 invånare per kvadratkilometer.. Närmaste större samhälle är Thun, 18,3 km väster om Trogenhorn. 
I omgivningarna runt Trogenhorn växer i huvudsak blandskog.